# Pericolosamente insieme
Pericolosamente insieme (Legal Eagles) è un film del 1986 diretto da Ivan Reitman.
È una commedia che mescola sapientemente il sentimentale con il poliziesco.

## Trama
Tom Logan è un affermato avvocato che lavora alla procura di New York. In seguito a uno scandalo che lo ha coinvolto personalmente, accetta di difendere, insieme alla collega Laura Kelly, la bella Chelsea Deardon, accusata del furto di un quadro del padre scomparso. La giovane è stata denunciata da un ex socio del padre, Victor Taft. In realtà il dipinto appartiene alla ragazza poiché suo padre glielo regalò alla festa del suo ottavo compleanno, la stessa sera in cui, nella galleria d'arte, scoppiò un incendio doloso in cui Deardon morì.
Taft inizia a perseguitare Chelsea coinvolgendo nei suoi loschi traffici anche il sedicente detective Cavanaugh finché non si arriva a scoprire che tutti gli altri dipinti, ritenuti bruciati nell'incendio di 18 anni prima e di grande valore, sono invece sempre in circolazione. I due legali si innamoreranno e riusciranno alla fine a far assolvere la loro assistita.

### Finali alternativi
Pericolosamente insieme presenta vari finali, concepiti per la proiezione nelle sale cinematografiche prima e la trasmissione in televisione poi. Dopo alcune critiche negative, il regista Ivan Reitman pensò di cambiare finale, facendo infatti diventare il personaggio di Chelsea Deardon colpevole. Il coinvolgimento della ragazza nella vicenda cambia di versione in versione, e scaturì dalle intenzioni di Reitman, che voleva migliorare la pellicola. In uno dei finali è addirittura coinvolta in un omicidio.

## Colonna sonora
La colonna sonora venne composta dal maestro Elmer Bernstein, e vide anche la collaborazione di una delle due protagoniste, l'attrice Daryl Hannah; famosissima la canzone Love Touch del rocker britannico Rod Stewart, sigla finale del film.

## Accoglienza
Le riprese ebbero un costo di circa 40 milioni di dollari (cifra molto alta per l'epoca) ma il film incassò più di 93 milioni: è infatti uno dei maggiori successi degli anni 80.